# فهرست دانشگاه‌های تبریز
فهرست دانشگاه‌های شهر تبریز:
- دانشگاه تبریز
- دانشگاه صنعتی سهند
- دانشگاه علوم پزشکی و خدمات بهداشتی-درمانی تبریز
- دانشگاه هنر های اسلامی تبریز
- دانشگاه تربیت معلم آذربایجان
- دانشگاه فنی و حرفه‌ای تبریز
- دانشگاه آزاد اسلامی واحد تبریز
- دانشگاه پیام نور واحد تبریز
- دانشگاه اسوه
- دانشگاه نبی‌اکرم
- دانشگاه سراج
- دانشگاه رشدیه